# Сехемхет
Сехемхет (Сехем — Могутній — Хет — Об'єднання, Корпорація, Колегія Богів) в Абідоському списку — Теті, в Саккарському — Джосер Теті — давньоєгипетський фараон з III династії Стародавнього царства, який правив упродовж близько шести років.

## Життєпис
Був наступником фараона Джосера. До середини XX століття ім'я Сехемхета було невідоме дослідникам, фараон під таким іменем відсутній і в Туринському списку, і в списку фараонів у храмі Сеті I в Абідосі, і в Саккарському списку.
Туринський список у свою чергу, повідомляє про фараона Джосерті (тобто Джосер Теті), який ніби правив після Джосера упродовж семи років. Більшість сучасних єгиптологів вважають Джосерті й Сехемхета однією особою.
Сехемхет продовжив експедиції до Ваді-Магхара, які розпочав його попередник. Скельні написи над долиною показують царя, який вражає полоненого бедуїна (той напис свого часу було віднесено до фараона I династії Семерхету).

## «Похована піраміда»
Рештки незавершеної ступінчастої піраміди Сехемхета були виявлені у 1951–1952 роках єгипетським археологом Мухаммедом Закарією Гонеймом біля Саккари. Піраміда була похована під товстим шаром піску, тому вона також відома як «похована піраміда». Розкопки, проведені Гонеймом, підтвердили, що та споруда насправді призначалась для невідомого раніше правителя, ім'я якого — Сехемхет — було виявлено на рештках печаток. Загальна схема будівлі пірамід Джосера і Сехемхета в Саккарі дозволяє стверджувати, що візир і зодчий першого з них — знаменитий Імхотеп — був причетний і до створення наступної піраміди (його ім'я, накреслене червоними чорнилами, було знайдено на стіні огорожі піраміди).
Вважається, що на момент смерті Сехемхета завершеною залишилась тільки нижня мастаба, а після смерті фараона й приходу до влади Хаби всі роботи над пірамідою було зупинено. Оскільки основа піраміди Сехемхета (120 × 120 м) займає більшу площу, ніж основа піраміди Джосера, вважається, що піраміда третього фараона поточної династії мала бути вищою та більшою за першу піраміду. Роботи з будівництва піраміди були зупинені на другому ярусі піраміди, скоріше за все, через раптову смерть царя Сехемхета. Пізніше з неї зняли кілька тонн кам'яних блоків, тож залишився тільки перший ярус висотою близько 10 м та невеликий виступ другого ярусу.
У червні 1954 року було знайдено і блідо-золотавий напівпрозорий алебастровий саркофаг Сехемхета, що виявився пустим. Верхня частина саркофага і сам саркофаг були виготовлені з однієї брили. Наявність у піраміді золотих прикрас, а також те, що стіни перегородок до погребальної камери, і сам саркофаг не мали слідів зламу, доводить, що грабіжники до піраміди не входили. Куди ж, у такому разі, зникла мумія Сехемхета, дотепер є загадкою. Є імовірність, що Сехемхет помер неприродною смертю, інакше, його наступник наказав би добудувати гробницю.
Розкопки Гонейма дозволили виявити кам'яні посудини, на декотрих з яких збереглись курсивні написи чорнилами. Серед них можна розібрати ім'я чиновника Іієнхнума.

## Пам'ятники
- 1 — 2. Відбитки печатки знайдені в піраміді Сехемхета у Саккарі, написи містять імена фараона Гор-Сехемхета.
- 3. Відбиток печатки, знайдений у піраміді Сехемхета в Саккарі, напис розповідає про «Дві скарбниці», та про писаря, що перебуває поряд з фараоном Сехемхетом.
- 4. Відбиток печатки, знайдений у піраміді Сехемхета в Саккарі, напис містить імена Гор-Сехемхета, а також богині Хатхор.
- 5. Напис чорними чорнилами на вапняковій стіні, що оточує піраміду Сехемхета в Саккарі, напис містить титул: "Носій печатки царя Нижнього Єгипту — Імхотеп, далі напис нерозбірливий.
- 6. Відбиток печатки, знайдений у піраміді Сехемхета в Саккарі, напис розповідає про: ….наглядача фараона Гор-Сехемхета.
- 7. Відбиток печатки, знайдений на острові Елефантина, що розповідає про начальника Елефантини та про носія золотої печатки острова.
- 8. Відбиток печатки, знайдений на острові Елефантина, містить імена фараона Гор-Сехемхета, та імена Хотеп — Рен …. Небті.
- 9. Напис, вирізаний на дощечці зі слонової кістки, знайдені у піраміді Сехемхета в Саккарі, міститься у Каїрському музеї JdE 92679. Напис містить розміри й тип тканини для одягу царя.
- 10 — 11. Написи й малюнки, знайдені у Ваді-Магхара.